# نوك أباد (دلغان)
نوك أباد (بالإنجليزية: Nukabad, Dalgan)‏ هي منطقة سكنية تقع في سيستان وبلوتشستان في إيران. يقدر عدد سكانها بـ 256 نسمة .